# 反馈回路
反馈回路（英語：Feedback loop）是系统（机构组织或有机个体）在输出端借由一定通道反送到输入端形成的“闭合回路”。而系統之所以有適應力，是因為系統內部結構存在互相影響的反饙迴路，使其閉合循環運作。

## 计算机科学
在计算机科学中，又称为投诉反馈循环，是一种机构组织间反馈形式，邮箱提供商（MP）通过该反馈将来自其用户的投诉转发给发件人的组织。 MP可以通过在其网络邮件页面或其电子邮件客户端或通过帮助台放置报告垃圾邮件按钮来接收用户的投诉。 邮件发件人的组织（通常是电子邮件服务提供商）必须与每个要收集用户投诉的MP达成协议。

## 生物学
在生物学中，是机体生物钟的化学物质在产生输出信号的同时，通过生成其他蛋白复合物，转运到细胞核而反馈抑制该化学物质的形成，从而抑制输出信号的通路。